# Lilla Harrsjön
Lilla Harrsjön är en sjö i Älvdalens kommun i Dalarna och ingår i Dalälvens huvudavrinningsområde. Sjön har en area på 0,652 kvadratkilometer och ligger 896,1 meter över havet. Sjön avvattnas av vattendraget Fulubågan. Vid provfiske har harr, lake, röding och öring fångats i sjön.

## Delavrinningsområde
Lilla Harrsjön ingår i det delavrinningsområde (683599-132975) som SMHI kallar för Utloppet av Lilla Harrsjön. Medelhöjden är 942 meter över havet och ytan är 7,48 kvadratkilometer. Räknas de 2 avrinningsområdena uppströms in blir den ackumulerade arean 13,85 kvadratkilometer. Fulubågan som avvattnar avrinningsområdet har biflödesordning 4, vilket innebär att vattnet flödar genom totalt 4 vattendrag innan det når havet efter 551 kilometer. Avrinningsområdet består mestadels av kalfjäll (86 procent). Avrinningsområdet har 0,66 kvadratkilometer vattenytor vilket ger det en sjöprocent på 8,9 procent.